# Aeroportul Municipal Blytheville
Aeroportul Municipal Blytheville (IATA: HKA, ICAO: KHKA, FAA LID: HKA) este un aeroport din Arkansas, Statele Unite ale Americii ce deservește zona Blytheville⁠(d). A fost numit după zona deservită.
Situat la o altitudine de 78 m, aeroportul dispune de 1 pistă.

## Infrastructură

### Piste
Aeroportul dispune de o singură pistă. Pista 18/36 are suprafața de asfalt și dimensiunile 4.999 picioare × 75 picioare. 